# Wybijanka
Wybijanka – alternatywny wariant gry w warcaby. Od standardowej wersji gry różni się tym, że wygrywa gracz, który jako pierwszy pozbędzie się wszystkich swoich pionków.
W wybijance pionki ustawia się na szachownicy w ten sam sposób co w standardowych warcabach, reguły gry również są takie same. Podobnie jak w normalnych warcabach istnieje również obowiązek bicia. Jeśli gracz przegapi okazję do bicia, jego przeciwnik ma prawo zażądać cofnięcia wykonanego zamiast bicia ruchu i zbicia odpowiedniego piona. Wygrywa gracz, który jako pierwszy pozbędzie się wszystkich swoich pionków, lub też znajdzie się w sytuacji, w której wykonanie jakiegokolwiek ruchu stanie się niemożliwe.